# Salles-de-Belvès
Salles-de-Belvès è un comune francese di 79 abitanti situato nel dipartimento della Dordogna nella regione della Nuova Aquitania.

## Società

### Evoluzione demografica
Abitanti censiti